# Ottmarshausen (Altomünster)
Ottmarshausen ist ein Ortsteil des Marktes Altomünster im oberbayerischen Landkreis Dachau. Am 1. Mai 1978 kam der Weiler Ottmarshausen als Ortsteil von Pipinsried zu Altomünster.

## Geschichte
Zwischen 1200 und 1210 erscheint in einer Urkunde des Klosters Indersdorf als Zeuge ein „Perchtoldus Ottmarshawsen“.
Am 11. November 1816 kauften Georg Schilli, Severin Isemann, Georg Müller und Xaver Zimmermann den Hof, den sie danach aufteilten. Die vier Käufer waren Einwanderer aus Südbaden.